# Pomnik Tadeusza Kościuszki w Warszawie

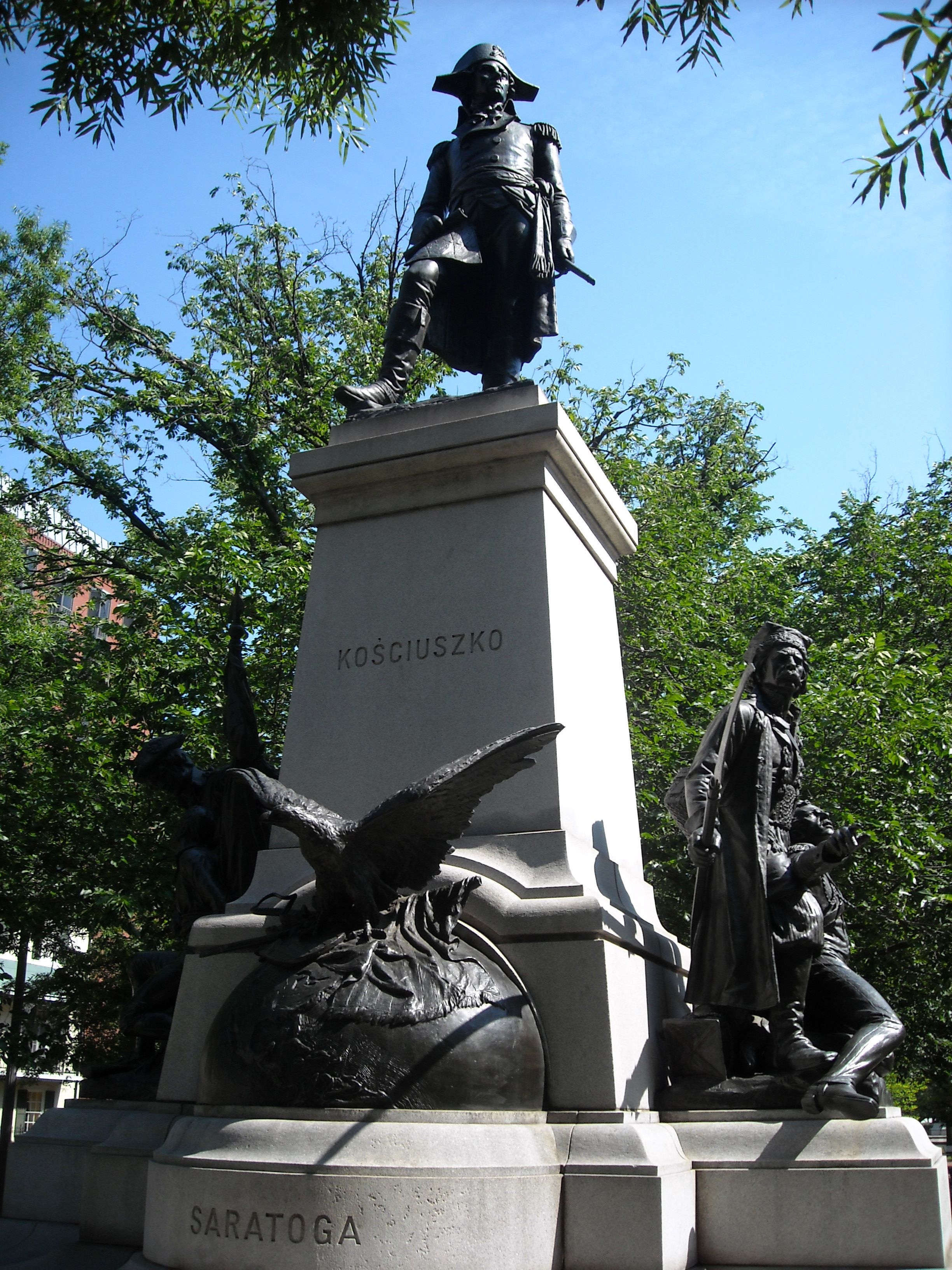
Pomnik Tadeusza Kościuszki w Waszyngtonie, pierwowzór monumentu w Warszawie

Pomnik Tadeusza Kościuszki – monument upamiętniający Tadeusza Kościuszkę, znajdujący się na placu Żelaznej Bramy w Warszawie.

## Opis
Monument został wzniesiony na miejscu usuniętego w roku 1991 pomnika „Poległym w Służbie i Obronie Polski Ludowej” przed pałacem Lubomirskich, na Osi Saskiej. Jego fundatorami byli Bank Citi Handlowy i Urząd m. st. Warszawy. 
Pomnik jest kopią pomnika Tadeusza Kościuszki w Waszyngtonie. Autorem jego pierwowzoru, ufundowanego przez Polonię amerykańską i odsłoniętego 9 maja 1910 roku, był rzeźbiarz Antoni Popiel. Kopię pomnika Popiela wykonali krakowscy rzeźbiarze: Anna i Wojciech Siekowie. Postać Tadeusza Kościuszki została przedstawiona w stroju amerykańskiego generała z planem fortyfikacji West Point w dłoni. Figury z prawej strony cokołu pomnika m.in. kosynier symbolizują bitwę pod Racławicami, z lewej strony bitwę pod Saratogą.
Odlew pomnika został wykonany w Gliwickich Zakładach Urządzeń Technicznych.
Monument został odsłonięty 16 listopada 2010 roku. 

## Galeria

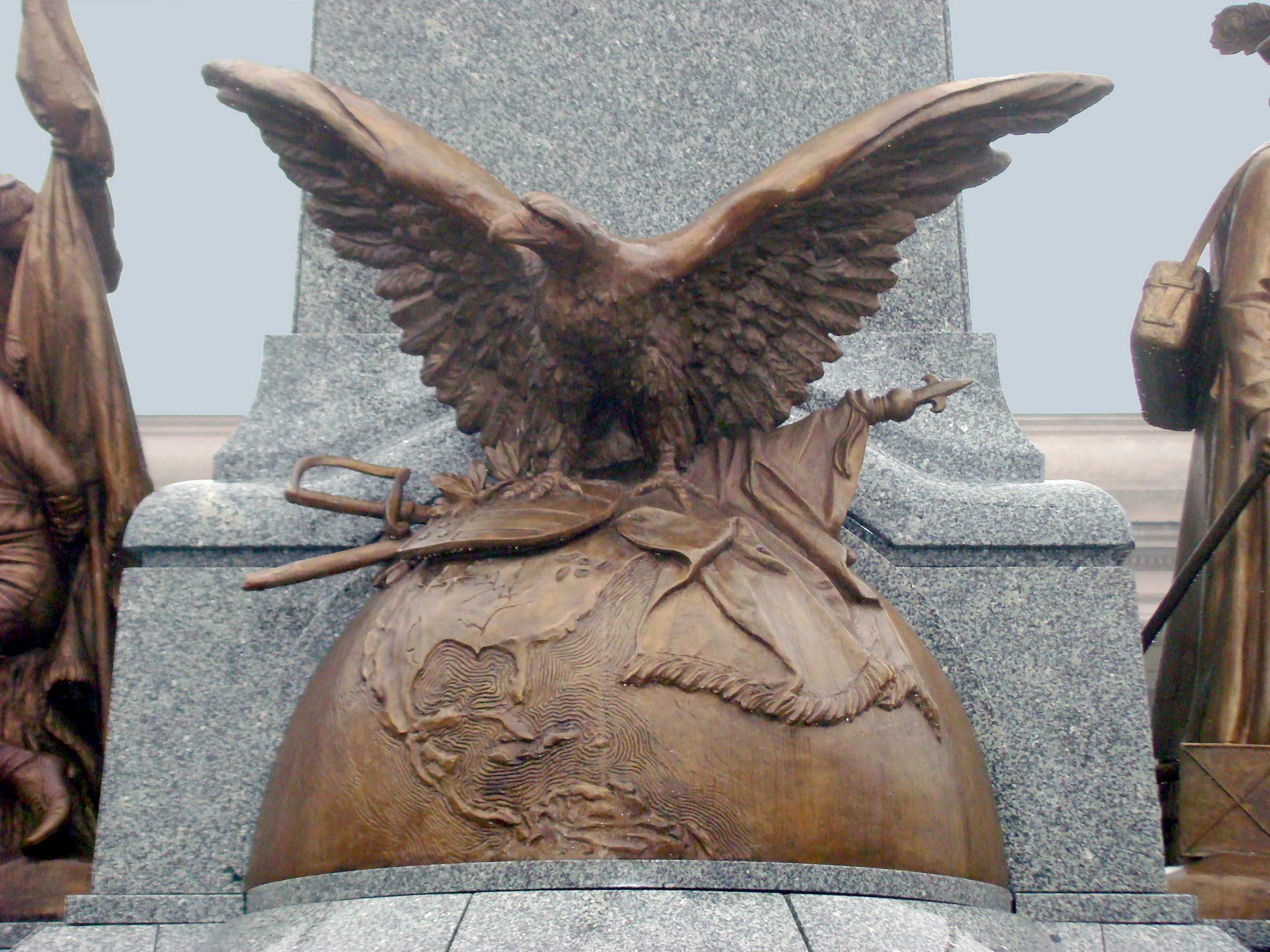
Front pomnika
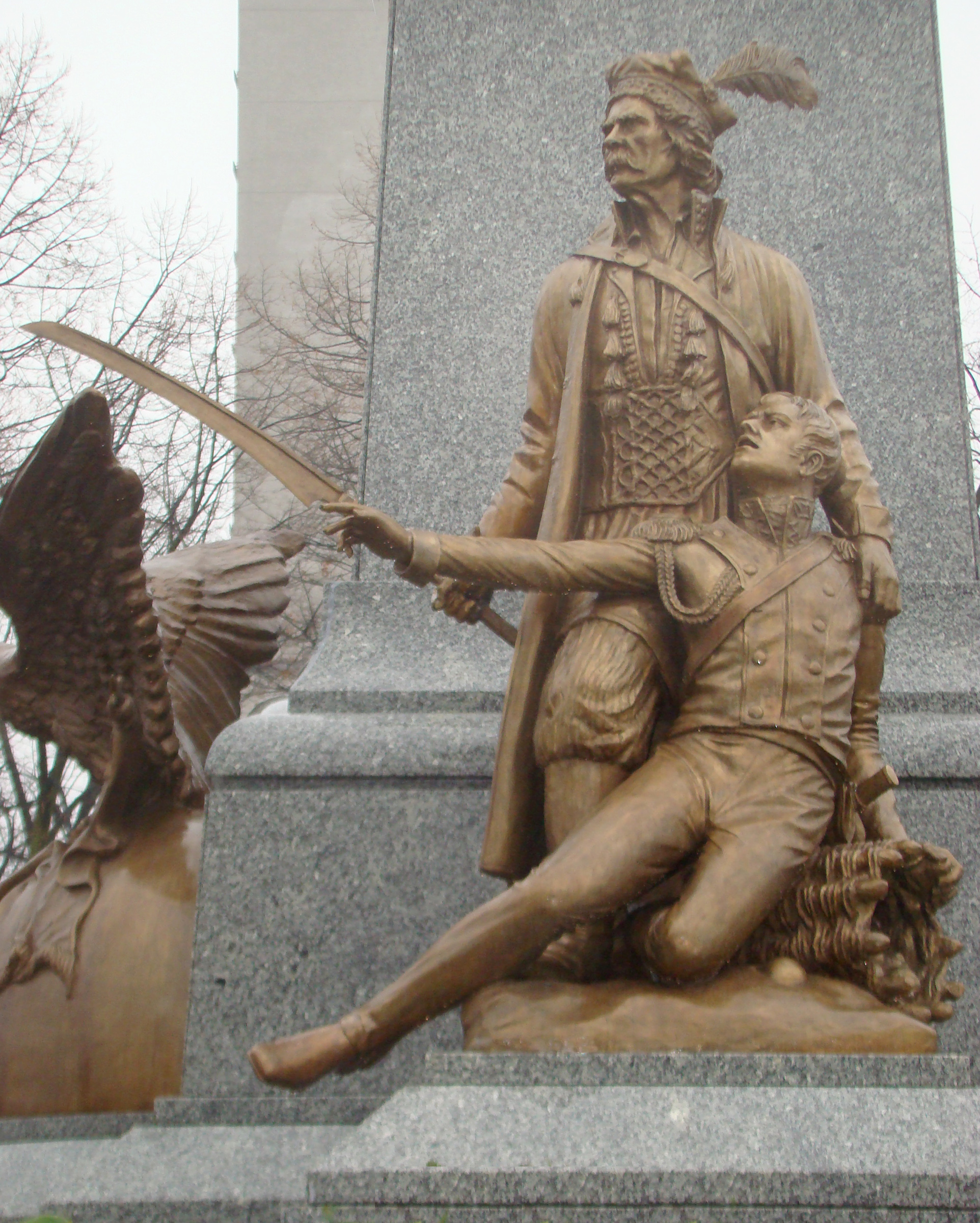
Strona prawa, Racławice
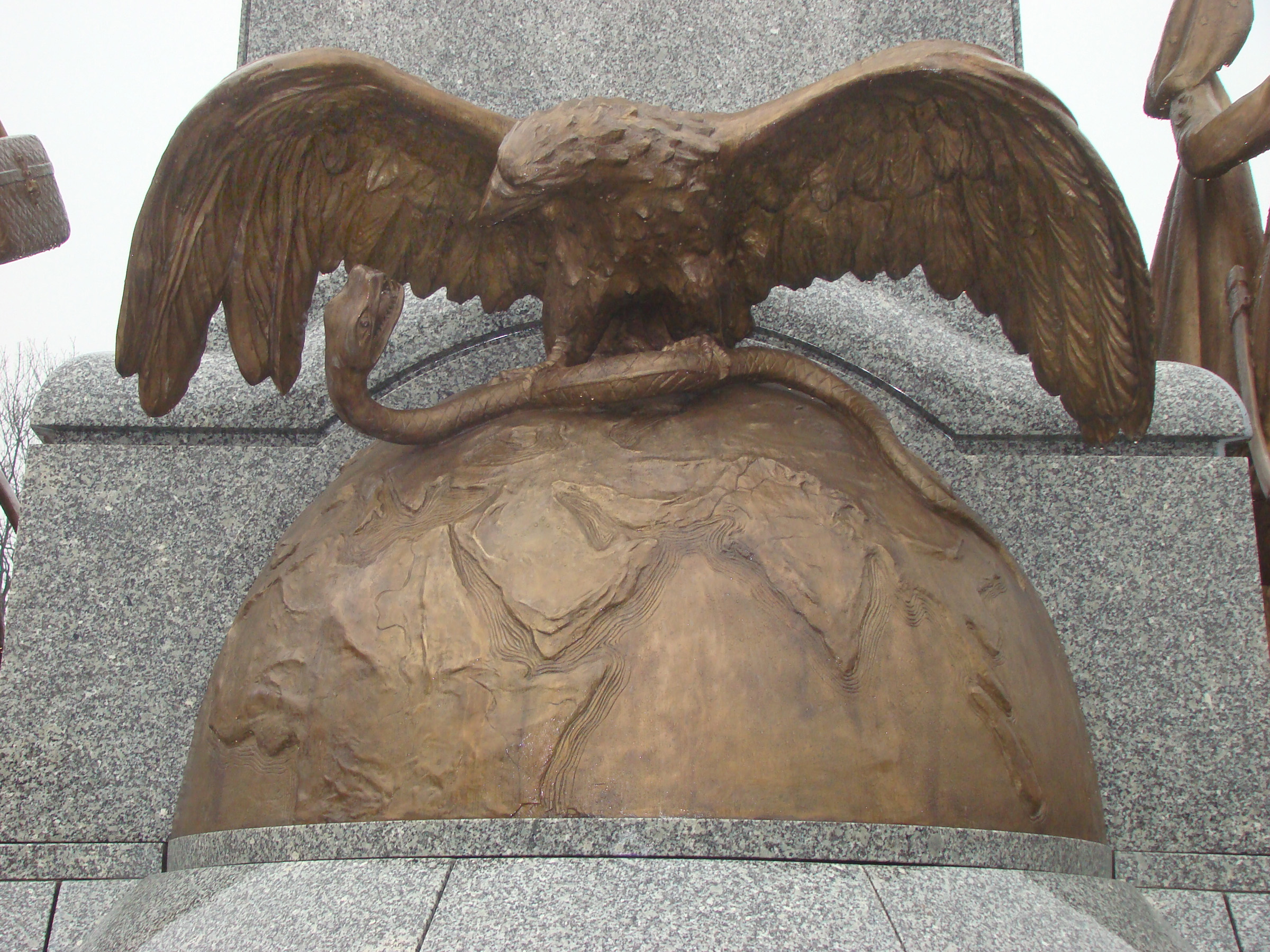
Tył pomnika
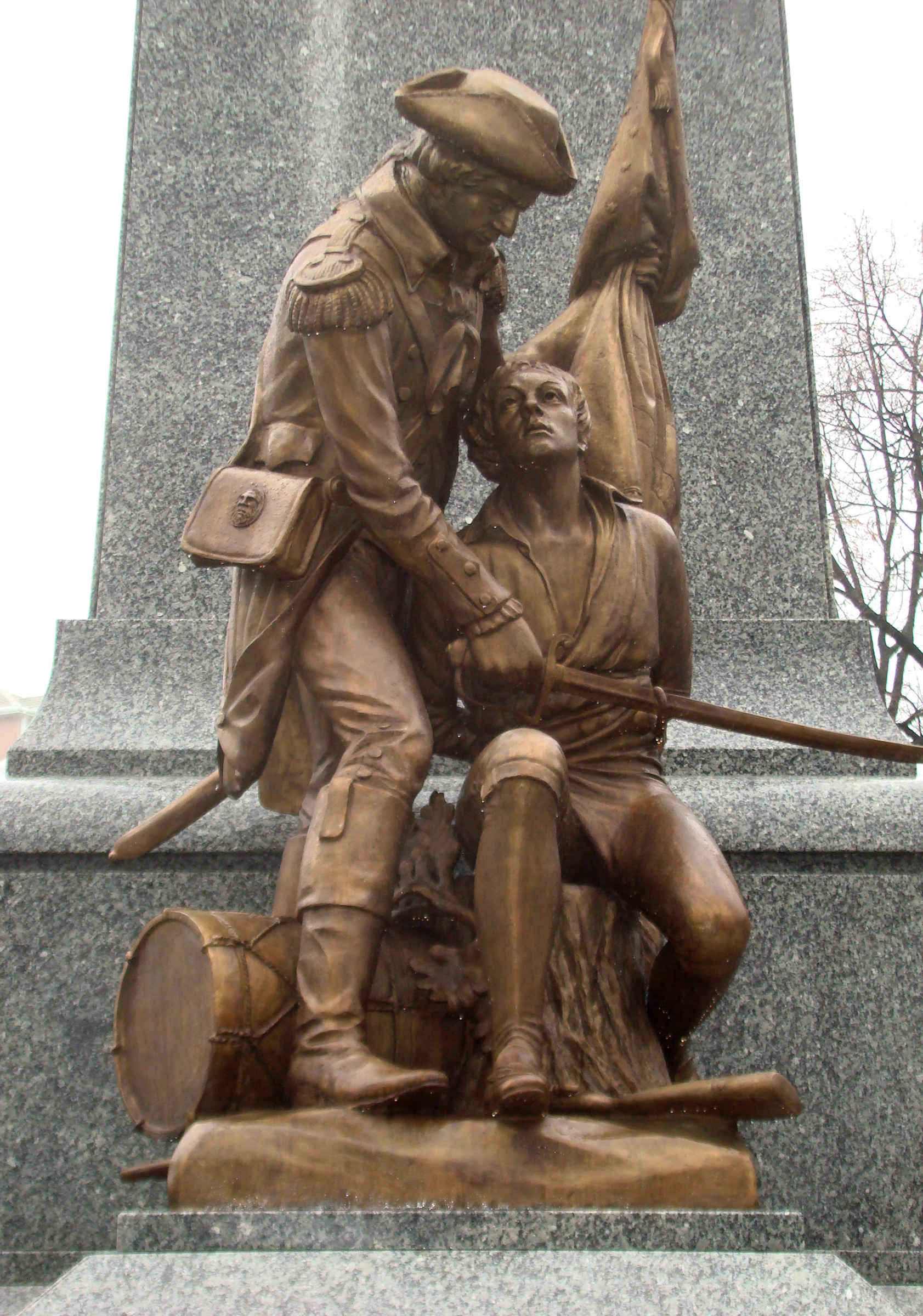
Strona lewa, Saratoga